# Bohdan Myšenko
Bohdan Oleksijovyč Myšenko (in ucraino Богдан Олексійович Мишенко?; Heronymivka, 29 dicembre 1994) è un calciatore ucraino, centrocampista del UCSA.

## Caratteristiche tecniche
È un esterno sinistro.

## Carriera
Cresciuto nel settore giovanile del Metalurh Donec'k, debutta in prima squadra il 3 agosto 2014 giocando l'incontro di Prem"jer-liha vinto 1-0 contro il Karpaty. Negli seguenti ha giocato in Moldavia con il Milsami Orhei, in Georgia con la Dinamo Tbilisi ed in Bielorussia con il Tarpeda-BelAZ prima di fare ritorno in Ucraina all'Oleksandrija.

## Statistiche
Statistiche aggiornate al 11 dicembre 2020.

### Presenze e reti nei club
| Stagione        | Squadra          | Campionato      | Campionato | Campionato | Coppe nazionali | Coppe nazionali | Coppe nazionali | Coppe continentali | Coppe continentali | Coppe continentali | Altre coppe | Altre coppe | Altre coppe | Totale | Totale | Totale |
| Stagione        | Squadra          | Comp            | Pres       | Reti       | Comp            | Pres            | Reti            | Comp               | Pres               | Reti               | Comp        | Pres        | Reti        | Pres   | Reti   |        |
| --------------- | ---------------- | --------------- | ---------- | ---------- | --------------- | --------------- | --------------- | ------------------ | ------------------ | ------------------ | ----------- | ----------- | ----------- | ------ | ------ | ------ |
| 2014-2015       | Metalurh Donec'k | PL              | 9          | 0          | CU              | 1               | 0               |                    | -                  | -                  |             | -           | -           | 10     | 0      |        |
| 2015-2016       | Milsami Orhei    | PD              | 8          | 0          | CA              | 0               | 0               |                    | -                  | -                  |             | -           | -           | 8      | 0      |        |
| 2016-2017       | Desna Černihiv   | 1L              | 11         | 0          | CU              | 1               | 0               |                    | -                  | -                  |             | -           | -           | 12     | 0      |        |
| 2017            | Dinamo Tbilisi   | EL              | 14         | 0          | CG              | 1               | 0               |                    | -                  | -                  |             | -           | -           | 15     | 0      |        |
| 2018            | Tarpeda-BelAZ    | VL              | 26         | 5          | CB              | 2               | 1               |                    | -                  | -                  |             | -           | -           | 28     | 6      |        |
| 2019            | Tarpeda-BelAZ    | VL              | 28         | 7          | CB              | 2               | 1               |                    | -                  | -                  |             | -           | -           | 30     | 8      |        |
| 2019-2020       | Oleksandrija     | PL              | 7          | 2          | CU              | 1               | 0               |                    | -                  | -                  |             | -           | -           | 8      | 2      |        |
| 2020-2021       | Oleksandrija     | PL              | 9          | 1          | CU              | 2               | 0               |                    | -                  | -                  |             | -           | -           | 11     | 1      |        |
| Totale carriera | Totale carriera  | Totale carriera | 112        | 15         |                 | 10              | 2               |                    | -                  | -                  |             | -           | -           | 122    | 17     |        |